# Homok utca
Homok utca est une rue de Budapest, située dans le quartier de Magdolna (8e arrondissement).